# Tommy Tuberville
Thomas Hawley Tuberville (Camden, 1954. szeptember 18. –) az Amerikai Egyesült Államok Alabama államának szenátora.